# Llac George (Uganda)
El llac George, Lake George o llac Dweru és un llac d'Uganda. Ocupa una superfície de 250 km² i forma part del sistema del Grans Llacs d'Àfrica africans però no es considera que sigui un dels Grans Llacs d'aquest sistema. Com els altres llacs d'aquesta regió rep el nom d'un membre de la família reial britànica, en aquest cas del Príncep George (George V of the United Kingdom) que més tard va passar a ser el Rei Jordi V del Regne Unit. El llac George drena cap al sud-oest fins al Llac Edward per la canal de Kazinga.

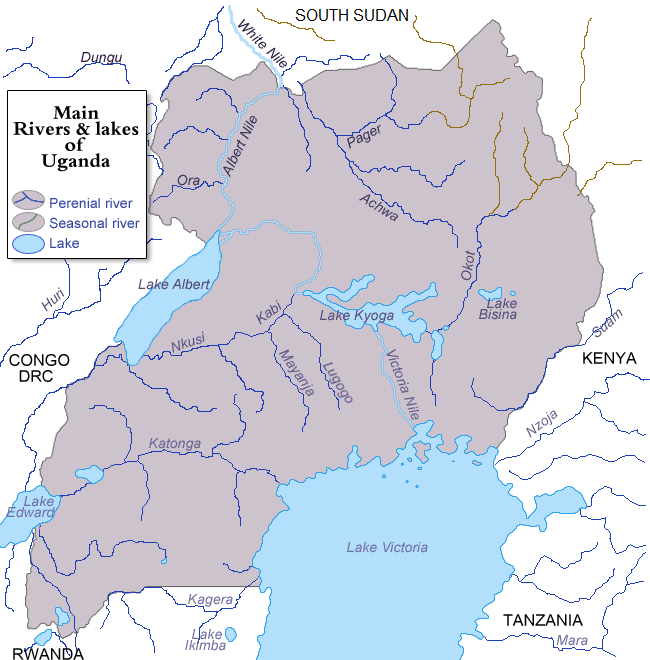
Rius i llacs d'Uganda.